# Hemictenius skomorokhovi
Hemictenius skomorokhovi är en skalbaggsart som beskrevs av Gusakov 2004. Hemictenius skomorokhovi ingår i släktet Hemictenius och familjen Melolonthidae. Inga underarter finns listade i Catalogue of Life.